# ジャン＝ジャック・レジ・ド・カンバセレス
ジャン＝ジャック・レジ・ド・カンバセレス（Jean-Jacques Régis de Cambacérès、1753年10月18日 - 1824年3月8日）は、フランスの法律家、政治家。ナポレオン・ボナパルトによってパルマ公に叙された。ナポレオン法典の起草者の一人として知られる。

## 生い立ち、初期の経歴
カンバセレスは、モンペリエでフランスの法服貴族の家に生まれた。1774年に、彼はモンペリエの法学部を卒業して、モンペリエの会計財政法院の参事官として父の跡を継いだ。彼は1789年のフランス革命の支持者であり、同年にヴェルサイユに招集された三部会においてモンペリエの貴族階級を代表する臨時代理に（政府が貴族階級の代表を2倍にした場合に備えて）選出されたが、代表が増やされなかったため議席に着くことはなかった。1792年、彼は、同年9月に参集してフランス第一共和政を宣言した国民公会にエロー県の代表として出席した。
革命期にはカンバセレスは穏健派であった。ルイ16世の審理の間には、彼は、国民議会には法廷を開く権限はない旨を主張し、王には防御のためのしかるべき手段が与えられるべき旨を要求した。審理が開かれると彼は、ルイが有罪である旨を宣言する多数派にくみする投票をしたが、処罰を立法府が追認することができるまで延期すべき旨をも推奨した。
1793年、カンバセレスは国防委員会の委員となったが、その有名な後継である公安委員会の委員には、恐怖政治の後のテルミドール反動が終息した1794年末まで就任しなかった。その間に、彼は、革命期の立法に多大な貢献をした。1795年中は、彼は外交官としても起用され、スペインとの和平交渉の任に当たった。
カンバセレスは保守派と見なされていたために、1795年のクーデターで権力を握った5人の総裁にはなれず、総裁政府に反対であることを自覚したため、政界を引退した。しかし1799年に、革命がより穏健な段階に入り、彼は司法大臣になった。彼はブリュメール18日のクーデター（1799年11月）を支持した。このクーデターにより、安定した立憲共和国を建設すべく新たな体制が樹立され、ナポレオン・ボナパルトが第一統領として権力を握った。

## ナポレオン法典
1799年12月、カンバセレスはボナパルトの下で第二統領に任命された。彼が任命されたのは、その広範な法律知識と穏健な共和主義者としての評判によるものであった。この時期の彼の最も重要な業績は、後にナポレオン法典と呼ばれる、フランス初の近代的法典となった新たな民法典を起草したことであった。この法典はボナパルトが皇帝ナポレオンとして1804年に公布した。これは、カンバセレスと4人の法律家からなる起草委員の業績であった。
この法典はローマ法の改訂版であり、今なおフランス北部で通用しているフランク族の法（パリ慣習法）に由来する修正を加えたものであった。この法典は、ナポレオンの征服によりイタリア、オランダ、ベルギー、ルクセンブルク、ドイツ西部及びスペインに伝えられ、ラテンアメリカのスペイン植民地にも間接的に伝えられた。カンバセレスの業績は、そのため、欧米の法制史に巨大な影響を与えた。この法典の改訂版が、今なおケベック州やルイジアナ州で施行されている。
この法典は民法を取り扱った。刑法典、刑事訴訟法典、民事訴訟法典が、その後に続いた。

## カンバセレスと同性愛
フランスにおいて同性愛が犯罪ではなくなったのは、カンバセレスの業績であると広く信じられている。彼自身が同性愛者であったことで、この巷間に流布した、しかし完全に誤った認識が信用できそうに見えるのであろう。彼の性的指向はよく知られていたし、彼がそれを隠す努力をしたとは思われない。彼は独身で通し、他の独身男性といつも一緒にいた。ナポレオンがこのことに関する数々の冗談を作り出したことが記録されている。しかし実際は、同性愛に対する法的訴追がなされなくなったこととカンバセレスとは、何の関係もなかった。彼はナポレオン法典を起草する上で中心的役割を果たしたが、この法典は民法典であった。彼は、性犯罪についても規定する1810年の刑法典には、何の関係もなかった。
フランス革命以前には、国王の法律の下で、男色は死刑に当たる罪とされていた。刑罰は火あぶりの刑であった。しかし、男色の罪で実際に訴追され、処刑された者はごくわずかであった（18世紀を通じて5人を超えない）。警察に逮捕された男色者は、警告を受けるか、牢獄に（せいぜい）数週間か数か月入れられた後に釈放されることの方が、むしろ普通であった。憲法制定国民議会は、1791年にフランスの刑法を改正した際、男色を処罰する法律を廃止した。もっとも、公開の場で議論がなされなかったため、その動機は分かっていない（これと似た状況が、ロシア革命の初期にも起こった。）。
1810年の刑法典の起草者には、男性の同性愛を処罰する法律を改めて導入するという選択肢もあった（ソビエト連邦では実際に導入された）のだが、彼らがそれを検討したという証拠さえない。ミシェル・シバリス（Michael Sibalis）の最近の研究が明らかにしたとおり、これは、カンバセレスの影響力とは何の関係もなかった。しかし、ナポレオンの官吏は、「社会的良識に対する罪」のような他の法律を用いて、同性愛について公の場で表現することを抑圧することができ、実際にそうした。シバリスは、警察の監視や嫌がらせがあったとはいえ「革命期及びナポレオン時代は比較的自由な時代であり」、現代のヨーロッパにおいて同性愛に対する法律上の取扱いが寛容なことにつながるものであったと結論づけている。ナポレオンにより征服されたことで、ナポレオンの刑法典の原則が（同性愛を犯罪ではなくしたことも含めて）、ベルギー、ルクセンブルク、オランダ、ラインラント、イタリア等のヨーロッパの他の多くの部分にも押しつけられることになった。他の国は、自由にフランスの例にならった（例えばバイエルン王国は1813年、スペインは1822年）。

## 引退後
カンバセレスは、ボナパルトが着々と権力を増し、ついには1804年5月18日にフランス第一帝政を宣言したことに賛成ではなかった。しかし、彼はナポレオンの下でも高官であり続けた。彼は帝国顕官大法官兼元老院議長であった。彼は帝国の第一人者にもなり、1808年にはパルマ公（フランス語： duc de Parme ）とされた。彼の公爵領は、（ナポレオンが創設した2200ある貴族の称号の中で）20しかない大公爵領( duché grand-fief )の一つであり、1824年に取り消されたが、世襲の栄誉も与えられた希有のものであった。さらに珍しいことに、彼の公爵領はイタリア半島の中でナポレオン自身のイタリア王国を除いた部分に創設された。
ナポレオンの下でも、革命体制の下でと同様に、彼は穏健派であり、ロシア遠征のような冒険には反対した。ナポレオンが軍事に没頭するに従って、カンバセレスは「事実上」フランス国内の指導者になり、その地位ゆえに、フランスの経済状況が悪くなるに従って、不人気となっていった。彼の上流好みが悪評を集めた。それでも、戦争が末期に向かうと、徴兵を実施したことはますます恨まれるようになったとはいえ、彼は、彼の政府を公正かつ穏健に運営しているという信頼を寄せられていた。
帝国が1814年に崩壊したとき、カンバセレスは引退して下野したが、1815年にナポレオンが権力の座に復帰した短い間、呼び戻された。王政復古の後、彼は革命活動の罪で危うく逮捕されそうになり、1816年にフランスから亡命した。しかし、彼がルイ16世の処刑に反対していたという事実が斟酌（しんしゃく）されて、1818年5月に彼のフランス市民としての権利が回復された。彼はアカデミー・フランセーズの会員であり、1824年に亡くなるまでパリで静かに暮らした。